# نانسي دوغلاس بوديتش
نانسي دوغلاس بوديتش (بالإنجليزية: Nancy Douglas Bowditch)‏ (4 يوليو 1890، باريس في فرنسا - 1 مايو 1979، بيتربورو في الولايات المتحدة)؛ روائية فرنسية.